# Tabáni István
Tabáni István Péter (Budapest, 1978. január 22. –) Fonogram-díjas magyar énekes, dalszerző, amatőr festőművész, grafikus, a Csillag születik című tehetségkutató műsor második szériájának győztese.

## Élete
Id. Tabáni István és Vadász Erzsébet gyermekeként született. István már gyermekkora óta érdeklődött a festőművészet iránt, s eme vonzódását környezetében is többen felfedezték. Általános iskola után nem is lehetett kétséges, hogy melyik utat válassza a képességei kifejezése érdekében. A Bokányi Dezső Építőipari, Képző- és Iparművészeti Szakközépiskolába járt, ahol díszítőfestőként végzett. 
Művészeti ábrázolásában a realista irányvonalat követi, s kedvenc két technikája a grafika és a festészet. Alkotásainak többsége portré és tájkép. Többször megpróbálkozott felvételt nyerni a Magyar Képzőművészeti Egyetemre, de az ötödik sikertelen próbálkozásra feladta a küzdelmet. A sorozatos visszautasítások hatására egy kicsit elvonult a világtól, de egy kis iróniával élve a művészet továbbra is központi szerepet töltött be az életében, hiszen az Iparművészeti Múzeum kelet-ázsiai részlegén teremőrként dolgozott. Azonban szép lassan eljutott arra az elhatározásra, hogy talán máshol kell keresnie azt az utat, amelyen kifejezheti a benne rejlő magasabb rendű érzéseket.
Mivel a művészet számára magát az életet jelenti, egy másik művészeti ághoz, az énekléshez fordult. Tabáni István televíziós szerepléseit megelőzően sohasem járt énektanárhoz, mivel inkább autodidakta módon képezte egyedi hangját. Ennek okán többször is nyilatkozta, hogy a legjobb pedagógus számára példaképe, a Queen együttes néhai frontembere, Freddie Mercury volt. Az ő, illetve világhírű együttese slágereit énekelve próbálta csiszolni tehetségét, amelyet először családi körben, majd később a barátai előtt villantott meg.
Végül a környezete biztatására jelentkezett a televízió Csillag születik tehetségkutató műsorába, amelyet minden várakozást felülmúlva elsöprő sikerrel meg is nyert.

## Zenei karrier
2008-ban jelentkezett a TV2 tehetségkutató műsorába a Megasztár 4. szériájába. A műsor válogatóján először a Queen együttes Bohemian Rhapsody című számát énekelte és később bejutott a legjobb 70 énekes közé, azonban kiesett, mivel a zsűri szerint nem tudta felülmúlni az első produkcióját.
2009-ben, egy évvel a komoly csalódást jelentő kudarc után jelentkezett az RTL Klub tehetségkutató műsorába a Csillag születik 2. szériájába, ahol felismerték benne a tehetséget. A show-ban a korábbi hasonló kaliberű műsorokkal ellentétben elsősorban nem István külsejére és a viselkedésére koncentráltak, hanem inkább a hangjára és a maga nemében emberközeli előadásaira. Ennek eredményeként 2009. december 19-én megnyerte a Csillag születik tehetségkutatót. Ezt követően Tabáni esetében meglehetősen egyedi, töretlen zenei pálya csúcsra jutásának lehetünk szem- és fültanúi.

### A műsorban elhangzott dalok
- Válogató – Bohemian Rhapsody (Queen)
- Top30 – Ez majdnem szerelem volt (Máté Péter)
- Top12 – Nánénáné (Back II Black) közös produkció
- Top12 – Fényév távolság (A padlás musical)
- Top10 – Don’t Stop Me Now (Queen)
- Top8 – Ő – (Máté Péter)
- Top6 – Barcelona duett Vásáry Andréval (Freddie Mercury és Montserrat Caballé)
- Top6 – Még nem veszíthetek (Zámbó Jimmy)
- Döntő – Esik a hó közös produkció
- Döntő – Gyertyák (Demjén Ferenc)
- Döntő – Várj, míg felkel majd a Nap duett Keresztes Ildikóval (Demjén Ferenc)
- Döntő – We Are the World közös produkció

### A Csillag Születik után
István már a műsor döntőjében megkapta lemezszerződését a Universal Musictól, amely 10 millió forintot költött István első szólóalbumára. A lemezfelvételek közben István az RTL Klub szervezésében rendszeresen fellépett az országban.
2010 februárjában a Blikk jóvoltából megjelent Istvánnak egy három dalos maxi-lemeze, amelyből néhány nap alatt példátlanul nagy mennyiség, mintegy húszezer darab fogyott el. A nagy érdeklődésre való tekintettel ebből a kiadványból további tízezer példány került még forgalomba.
2010. március 26-án jelent meg első albuma Ments meg! címmel. A lemez 2010 májusában már aranylemez lett. Az albumon található címadó dal István saját szerzeménye, amelyet 2010. március 9-étől már a rádiókban is hallhattunk. A dal a MAHASZ slágerlistáján az előkelő ötödik pozícióig tört előre.
2010. május 13-án került sor első lemezbemutató koncertjére Budapesten, a Syma csarnokban.
Májusban átvehette a Ments meg! albumért járó Aranylemezét. Ősszel ismét stúdióba vonult, és elkészítette második lemezét Gyönyörű szép címmel. 2010. december 2-án átvette a Ments meg! albumért járó platinalemezét, pár nappal később pedig a második albumáért immár második aranylemezét. 2011. március 2-án a Gyönyörű szép című dalával az Év dala kategóriában elnyerte a Fonogram-díjat.
2011. november 3-án jelent meg Érzés címmel harmadik stúdióalbuma. Az albumot Máté Péter emlékének ajánlotta. November 17-én egy sajtótájékoztatóval egybekötött lemezbemutató klubkoncertet tartott Máté Péter eredeti kísérő zenekarával, a Főnix együttessel.
2013 májusában a Transilvanian Music Awards Zenei Díjkiosztó Gálán Az év férfi hangjának választották.
A 2015 decemberében megjelenő Szerelem várj! című album személyes érzések, benyomások lenyomata, amely a lélek hangján, őszintén szólal meg. Annyira sajátos hangvételű, hogy Tabáni István dalszerzőként és szövegírónként is részt vett az album megalkotásában, hogy ezáltal még hitelesebben és személyesebben tudja tolmácsolni ezeket az érzéseket. A tíz dalt tartalmazó korongon a mélyebb hangvételű dalok mellett Tabáni Istvánt új oldaláról ismerheti meg a hallgató. Az album érett és minden ízében modern hangzásvilágú. A lírai és dinamikusabb dalok mellett a karácsony közeledtével az albumon egy ünnepi hangvételű dal is helyet kapott.

## Diszkográfia

### Albumok
| Év   | Album                                                        | Legmagasabb helyezés | Minősítés      |
| Év   | Album                                                        | MAHASZ Top 40        | Minősítés      |
| ---- | ------------------------------------------------------------ | -------------------- | -------------- |
| 2010 | Ments meg! - Megjelenés: 2010. március 26.                   | 1                    | - Platinalemez |
| 2010 | Gyönyörű szép - Megjelenés: 2010. november 12.               | 3                    | - Aranylemez   |
| 2011 | Érzés - Megjelenés: 2011. november 3.                        | 11                   |                |
| 2015 | Szerelem várj! - 4. stúdióalbum - Megjelenés: 2015. december |                      |                |

### Középlemezek/Maxi-lemezek
- 2010 – Az első dalok...

### Kislemezek/Videóklipek
- 2010 – Ments meg!
- 2010 – Gyönyörű szép
- 2011 – Érzés
- 2015 – Szerelem várj!

### Slágerlistás dalok
| Év                  | Dal                       | Legmagasabb helyezés | Legmagasabb helyezés | Legmagasabb helyezés   | Legmagasabb helyezés | Legmagasabb helyezés | Legmagasabb helyezés         | Legmagasabb helyezés | Album         |
| Év                  | Dal                       | VIVA Chart           | Class 40             | Mahasz Editors’ Choice | Mahasz Rádiós Top 40 | Mahasz Dance Top 40  | MAHASZ Single (track) Top 10 | EURO 200             | Album         |
| ------------------- | ------------------------- | -------------------- | -------------------- | ---------------------- | -------------------- | -------------------- | ---------------------------- | -------------------- | ------------- |
| 2010                | Könnyű álmot hozzon az éj |                      |                      |                        |                      |                      | 8                            |                      | Az első dalok |
| 2010                | Ez majdnem szerelem volt  |                      |                      |                        |                      |                      | 9                            |                      | Az első dalok |
| 2010                | Ments meg!                |                      |                      |                        | 4                    |                      |                              |                      | Ments meg!    |
| 2010                | Gyönyörű szép             |                      | 15                   |                        | 9                    |                      |                              |                      | Gyönyörű szép |
|                     |                           | Összesítés           |                      |                        |                      |                      |                              |                      |               |
| 1. helyezett számok |                           |                      |                      |                        |                      |                      |                              |                      |               |
| Top 10-be bekerült  | Top 10-be bekerült        |                      |                      |                        | 2                    |                      |                              |                      |               |
| Top 40-be bekerült  | Top 40-be bekerült        |                      | 1                    |                        | 2                    |                      |                              |                      |               |

## Elismerések és díjak
- 2010 – Story Ötcsillag-díj – Legjobb zenei produkció
- 2010 – Story Ötcsillag-díj – Az internet sztárja
- 2011 – Fonogram díj – Az év dala (Gyönyörű szép)
- 2013 – Transilvanian Music Awards: (magyarországi előadók) Az év legjobb férfi hangja
- 2016 – Szenes Iván Művészeti Díj